# くるみ雑煮
くるみ雑煮（くるみぞうに）は、岩手県三陸沿岸北部宮古地方の郷土料理。雑煮に別の器で「くるみだれ」を添えて出し、からめて食べる料理である。くるみ餅（くるみもち）とも呼ばれる。
岩手県全域で雑煮にくるみだれをトッピングにして食されているが、宮古地域では別添えにするため宮古くるみ雑煮とも呼ばれている。
長野県東御市でも、くるみ雑煮が食されている。

## 概要
一般的な雑煮と同様に正月のご馳走として食される他、結婚式の祝儀の膳や不祝儀の膳などの特別なもてなしのご馳走として振る舞われていたが、今日では正月以外では食する機会が減っている。
雑煮には、ダイコン、ニンジン、ゴボウ、鮭、凍り豆腐などが入った醤油味で、焼いた角餅を入れる。イクラやアワビといった海産物が入ることもある。餅は、汁椀からそのまま食したり、別の器で提供されるくるみだれをからめて食べる。
三陸沿岸部は冷害のために米が育ちにくく、貴重な餅を大切に味わうために産まれた食べ方と考えられている。
クルミは地元で獲れるオニグルミが使用される。オニグルミは輸入されるクルミと比べると、タンニンや油分が少なく、あっさりとしているのが特徴で、オニグルミすってねっとりするまでのばし、砂糖と塩で味付けしたものが「くるみだれ」となる。なお、岩手県ではクルミは食生活に深く根付いており、「おいしい味」のことを「くるみあじ（くるびあじ）」とも表現する。

## 釜石雑煮
釜石市はクルミの産地であり、くるみだれをかけた雑煮を釜石雑煮、かまいし雑煮として提供している。

## 長野県
長野県東御市はクルミの産地であり、くるみ雑煮が食されている。東御市では、くるみだれは別添えにせずに雑煮にトッピングし、少しずつ溶かしながら食べる。